# جزیره اونو
جزیره اونو (به انگلیسی: Oeno Island) یک جزیره غیرمسکونی در جزایر پیت‌کرن است که در اقیانوس آرام واقع شده‌است.